# Trissonchulus reversus
Trissonchulus reversus är en rundmaskart som beskrevs av Benjamin G. Chitwood 1951. Trissonchulus reversus ingår i släktet Trissonchulus och familjen Ironidae. Inga underarter finns listade i Catalogue of Life.